# Erebia ticina
Erebia ticina är en fjärilsart som beskrevs av Vorbrodt 1917. Erebia ticina ingår i släktet Erebia och familjen praktfjärilar. Inga underarter finns listade i Catalogue of Life.